# Plaisance FC
Plaisance Football Club w skrócie Plaisance FC – seszelski klub piłkarski istniejący w latach 1981–2018, mający siedzibę w Plaisance, grający niegdyś w pierwszej lidze seszelskiej.

## Sukcesy
- Puchar Seszeli[1]:
  - zwycięstwo (2): 1990.

## Występy w afrykańskich pucharach
| Sezon | Rozgrywki                 | Runda   | Kraj  | Klub       | Dom | Wyjazd | Dwumecz |
| ----- | ------------------------- | ------- | ----- | ---------- | --- | ------ | ------- |
| 1991  | Puchar Zdobywców Pucharów | wstępna | Kenia | Rivatex FC | 1–3 | 0–3    | 1–6     |

## Stadion
Domowe mecze klub rozgrywał na stadionie o nazwie Stade Plaisance w Plaisance, który może pomieścić 1500 widzów.